# Hypsilurus longi
Hypsilurus longi är en ödleart som beskrevs av  Macleay 1877. Hypsilurus longi ingår i släktet Hypsilurus och familjen agamer. Inga underarter finns listade i Catalogue of Life.